# Valve Hammer Editor
Valve Hammer Editor (mest normalt kaldet 'Hammer') er det officielle computerprogram udviklet af Valve Software der benyttes til at lave baner til spil som kører på GoldSrc & Source engine. Heriblandt finder man bl.a. titler som Quake, Team Fortress, Half-Life, Counter-Strike, Dota 2 og mange andre.
Programmet gik tidligere under navnet The Forge indtil d.12 September - 1996, hvor de skiftede navnet til WorldCraft, og derefter Hammer Editor.
Versioner fra før v.4.x var lavet specifikt til GoldSrc, som er Source game engine's forgænger. Version 4.0 kan dog benyttes til begge. Dog skal man være opmærksom på, at benyttelsen af nye funktioner og genstande fra nyere spil til spil kørende på den gamle engine som regel ikke vil virke, da de gamle spil ikke kan genkende disse.
Programmet er frit tilgængeligt for alle der har købt et Source baseret spil, og kan for mange versioner findes på bl.a. Steam under Source SDK.

## Layout
Baner udvikles i et kombineret 2-D og 3-D miljø. Når hammer åbnes, bliver man normalt præsenteret med en viewport menu bestående af 4 elementer.
Alle dine viewports kan justeres og ændres ved at trykke inden for kassen oppe i dets venstre hjørne, hvor der burde vise sig en skjult tekst.
Kamera (Øverst til venstre):Mulighed for at få et live visuelt 3D billede af din bane, samt flyve rundt ved brug af ('AWSD' samt 'piltasterne').
Top (X/Y) (Øverst til højre)Du får et visuelt 2D billede af din bane set fra oven i det man kalder grid mode (også kaldet et gitter).
Side (X/Z) (Nederst til højre)Du får et visuelt 2D billede af din bane set fra siden.
Front (Y/Z) (Nederst til venstre)Du får et visuelt 2D billede af din bane set fra siden.
Ude i venstre side kan der ses en række knapper for forskellige værktøjer. Her har vi:
Selection Tool [Shift + S]
- Bruges til at vælge, rykke, ændre størrelsen, rotere, samt forskyde genstande.

Magnify [Shift + G]
- Giver dig mulighed for at øge forstørrelsesfaktoren for 2D -visningerne.

Camera Tool [Shift + C]
- Giver dig mulighed for at placere og ændre kameraer inden for dit niveau.

Entity Tool [Shift + E]
- Giver dig mulighed for at placere punktbaserede objekter i din bane. Dette kan fx være lys, våben eller spawnpoints bl.a.

Block Tool [Shift + B]
- Dette er det grundlæggende oprettelsesværktøj i Hammer. Blokværktøjet giver dig muligheden for at oprette en hvilken som helst af de forskellige typer primitive former.
- Heriblandt: Arch, Block, Cylinder, Sphere, Spike, Torus og Wedge. Dette tool bruges også til at indsætte prefabs.

Toggle Texture Application [Shift + A]
- Denne knap aktiverer og deaktiverer tekstur-programmet. Teksturtilstand giver dig mulighed for at redigere og ændre egenskaberne for de enkelte overflader.
- Se evt. Face Edit [Engelsk]

Apply Current Texture [Shift + T]
- Når der trykkes på Apply Current Texture knappen, anvendes den tekstur der er valgt i teksturværktøjslinjen, på alle sider på de valgte overflader, og erstatter alle eksisterende teksturer på objekterne.

Apply Decals [Shift + D]
- Værktøjet gør at der kan anvendes mærkater som kan placeres på objekter. Et mærkat er en tekstur, der kan placeres oven på en anden tekstur, der kombinerer de to.
- Dette kan fx være graffiti, skudhuller, jordrester, papir bl.a. andre.

Overlay Tool [Shift + O]
- Overlayværktøjet bruges til at placere overlejringer på figurer og forskydningsoverflader. Et overlay minder om et mærkat (decal), men har nogle yderligere egenskaber til at styre, hvordan overlayet påføres den underliggende overflade.

Clipping Tool [Shift + X]
- Clipping Tool giver dig mulighed for at skære i din valgte figur ved hjælp af klipplaner.

Vertex Tool [Shift + V]
- Vertex manipulation giver dig fuldstændig kontrol over formen på et solidt objekt. Ved hjælp af Vertex Tool kan du omforme objektet ved at manipulere individuelle hjørner og penselkanter og nemt oprette ulige (og undertiden ugyldige) former.
- Se evt. Reshaping Solids Arkiveret 9. august 2021 hos  Wayback Machine [Engelsk]

## Konstruktion af bane
Grundlæggende konstrueres et miljø af diverse objekter, herunder kasser, cylindre, kugler, mm. Disse kan dimensioneres og lokaliseres, således at frembringer enten fiktive ting, eller ting vi kender fra virkeligheden. Et almindeligt rektangulært rum kan eksempelvis konstrueres af 6 kasser, hvoraf 4 placeres som siderne, og de resterende 2 bruges til top og bund.
Alle disse objekter kan tilføres et texture, der gør at de fremstiller et materiale – eksempelvis sten, jord, træ eller noget fiktivt. Nogle textures har specielle egenskaber, bl.a. fungerer ét af dem som "himmel," således at udvikleren får mulighed for at definere hvorfra himlen skal ses, og ligeledes hvordan denne himmel skal være (dag, nat, solnedgang, regn, osv.)
Som udvikler kan man også indlæse og placere modeller, eksempelvis af dyr, træer eller andet. Disse bidrager gerne til realismen og deltajegraden. Man kunne teoretisk set konstruere statiske modeller med de værktøjer man har i Hammer, men det ville i nogle tilfælde blive meget "klodset."

## Artikler
https://www.wired.com/1997/03/its-my-world-and-welcome-to-it/ - [Engelsk] Artikel omkring WorldCraft og skaberen bag.
https://doomwiki.org/wiki/Ben_Morris_(Warbaby) - [Engelsk] DOOM wiki af Ben Morris.
https://www.interlopers.net/articles/phil-co-interview (Webside+ikke+længere+tilgængelig) - [Engelsk] Exclusive interview with Valve level designer Phil Co.
| Software | Spire Denne artikel om software og programmering er en spire som bør udbygges. Du er velkommen til at hjælpe Wikipedia ved at udvide den. |